# Eugène Michel Antoniadi

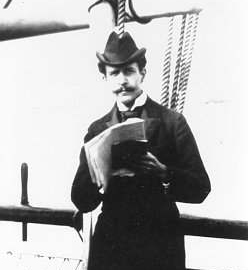
E. M. Antoniadi

Eugène Michel Antoniadi (Grieks: Εὐγένιος Μιχαὴλ Αντωνιάδης), ook wel Eugenios Antoniadis (Istanbul, 1 maart 1870 - 10 februari 1944), was een Grieks astronoom, die hoofdzakelijk in Frankrijk leefde. In sommige documenten wordt ook wel de naam Eugène Michael Antoniadi gebruikt of (incorrect) Eugène Marie Antoniadi.

## Biografie
Antoniadi observeerde de planeet Mars. Na observatie door de 83cm-telescoop in de Parijse sterrenwacht (Observatoire de Paris-Meudon) in 1909 kwam hij tot de conclusie dat de Marskanalen slechts optische illusies waren. Hij observeerde ook Venus en Mercurius. Antoniadi deed ook als eerste een poging om de planeet Mercurius in kaart te brengen. Echter, door een foute inschatting van de synchronisatiehoogte waren er onnauwkeurigheden in zijn kaart.
In de eerste standaardnaamgeving van het Marslandschap door de Internationale Astronomische Unie werden 128 namen overgenomen van de kaart La Planète Mars van Antoniadi uit 1929.
Antoniadi was ook een sterke schaakspeler. Zijn beste resultaat was een gedeelde eerste plaats met Frank Marshall in een toernooi in Parijs in 1907.
Daarnaast is hij vooral bekend van de door hem ontwikkelde schaal die de weersomstandigheden omschrijft tijdens waarnemingen.

## Eerbetoon
- De krater Antoniadi op de Maan en een krater op Mars zijn naar hem genoemd.
- Een de bergketen Antoniadi Dorsum op Mercurius is naar hem genoemd.
- De schaal voor weersomstandigheden tijdens waarnemingen draagt zijn naam.